# كاسيليو
كاسيليو هي بلدية في إيطاليا في مقاطعة بيرغامو، منطقة لومبارديا، ويبلغ عدد سكانها 124 نسمة.